# Hydrocotyle quinqueloba
Hydrocotyle quinqueloba är en växtart i släktet Hydrocotyle och familjen araliaväxter.
Arten är en perenn ört som förekommer i Peru och Brasilien. Den beskrevs av Hipólito Ruiz López och José Antonio Pavón 1802.